# Marcus Berg (sångare)
Marcus Berg är sångare i det svenska reggaebandet Kultiration. Han är från Fjärås socken men bor i Göteborg.
Den 1 februari 2007 släppte han ett album, Markendeya.

## Diskografi[1]
- 2007 – Markendeya